# Béraprost

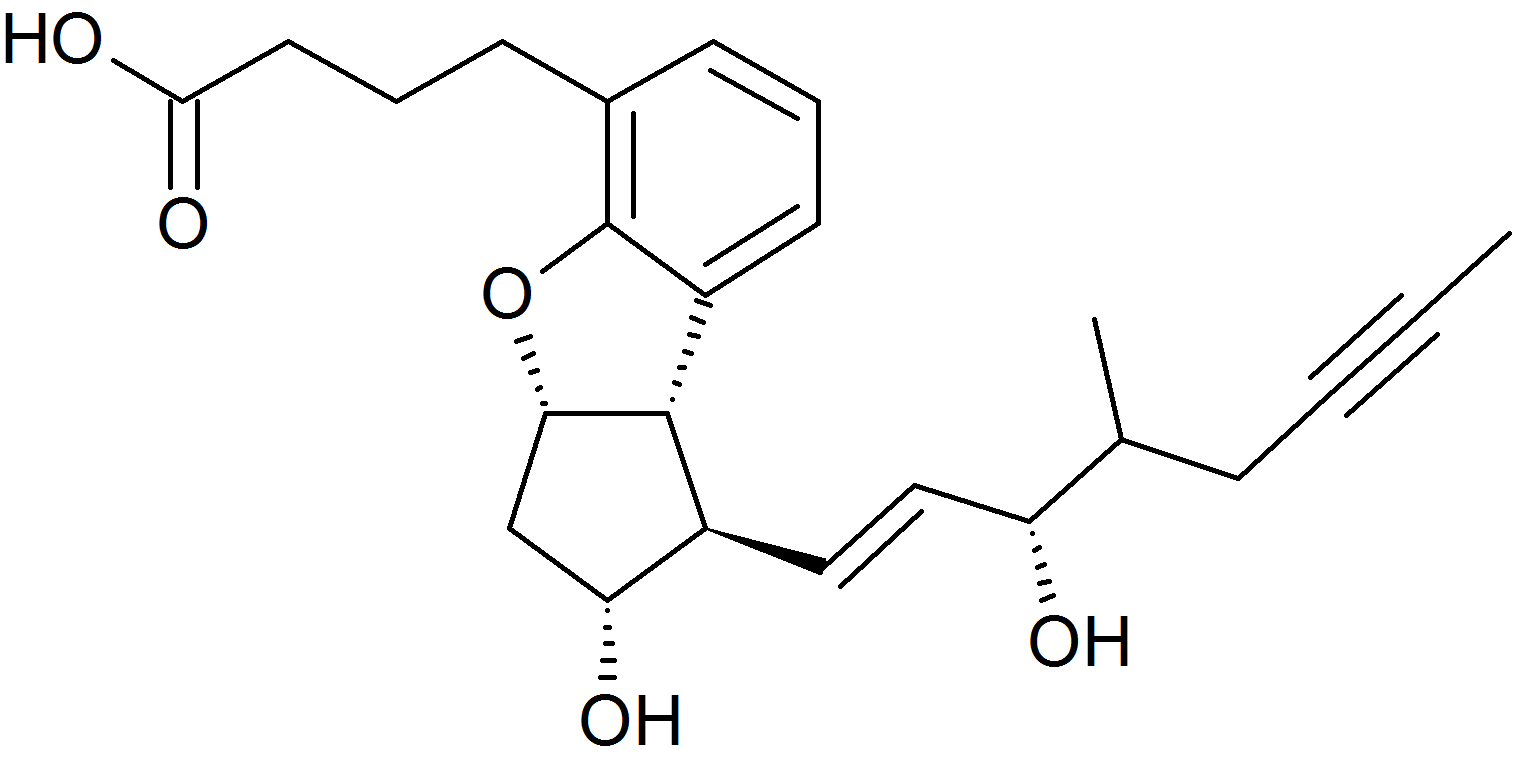
Représentation d'une molécule de béraprost (formule topologique).

Le béraprost est une molécule analogue de la prostacycline et utilisé dans le traitement de l'hypertension artérielle pulmonaire.

## Efficacité
Il est administré par voie orale. Il diminue les symptômes de l'hypertension artérielle pulmonaire mais son efficacité semble moindre avec le temps.